# برانکو پکوویچ
برانکو پکوویچ (انگلیسی: Branko Peković؛ زادهٔ ۷ مهٔ ۱۹۷۹) بازیکن واترپلو اهل صربستان-قزاقستان است.